# Partit Socialista dels EUA
El Partit Socialista dels EUA (en anglès, Socialist Party of USA) és un partit polític nord-americà, descendent del Partit Socialista d'Amèrica d'Eugene V. Debs i Norman Thomas.
Aquest partit advoca pel socialisme democràtic i per una revolució democràtica des de baix. La seva organització juvenil és la Lliga Socialista dels Joves (Young People's Socialist League).